# Mandarină (fruct)

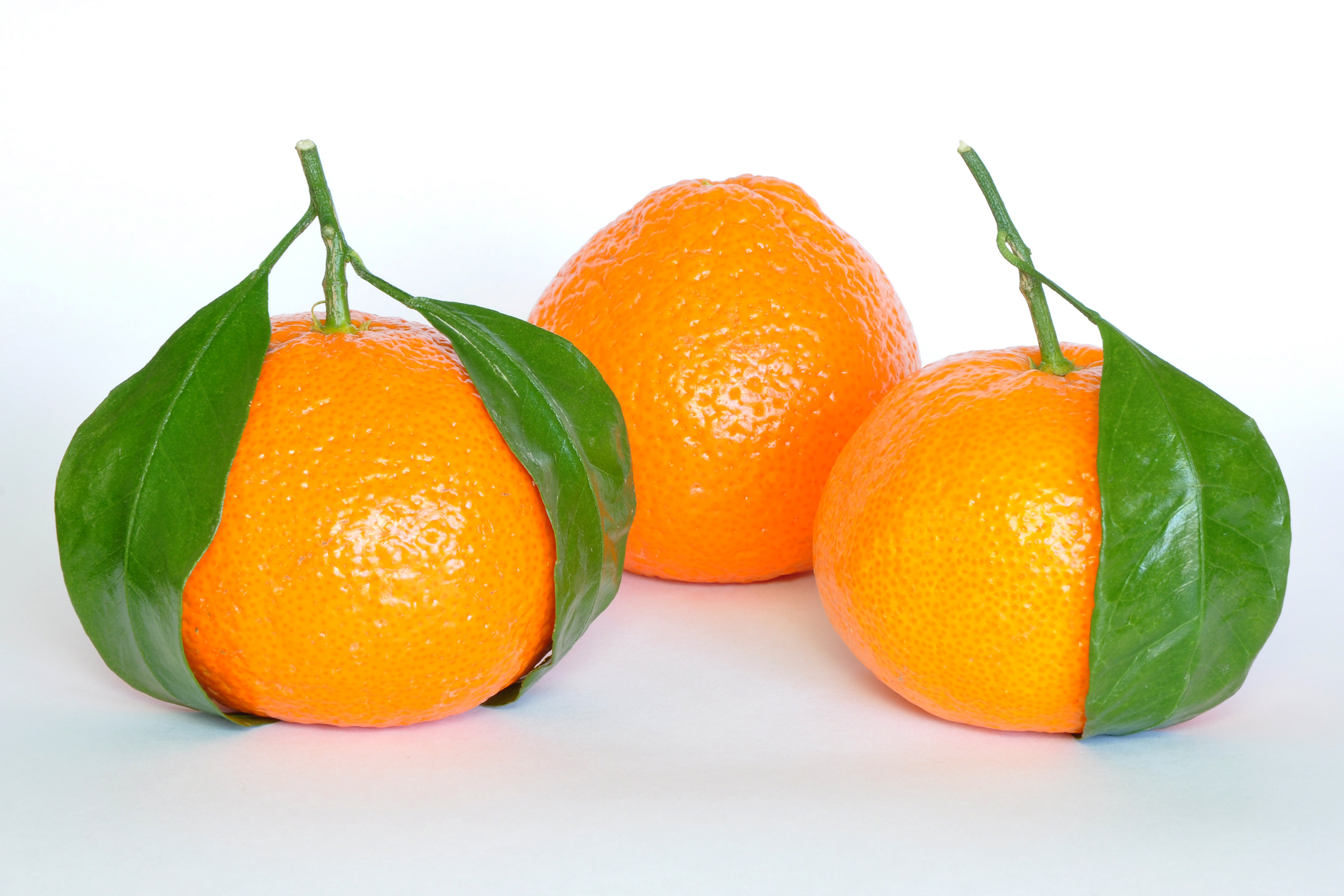
Mandarine

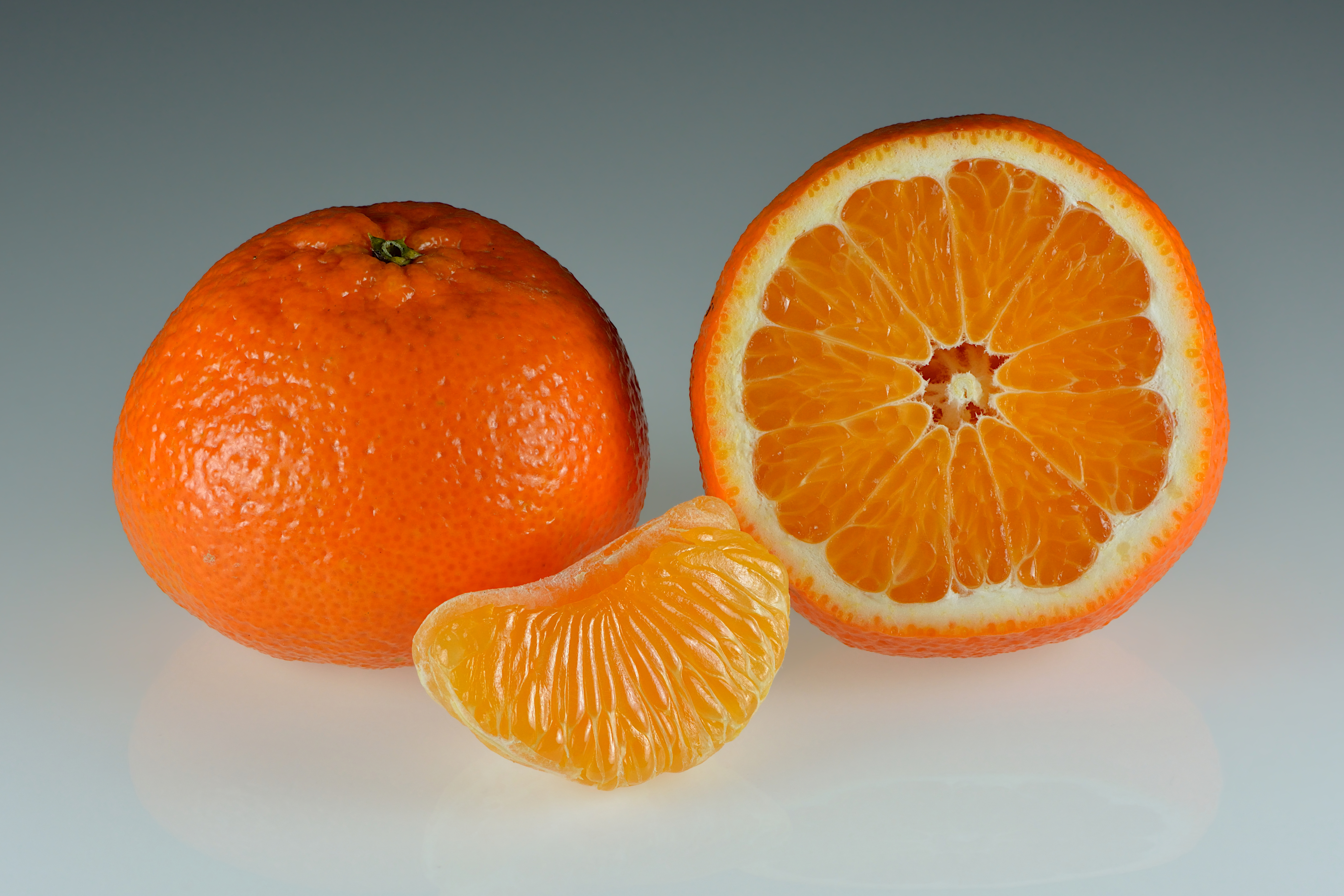

Mandarina, cunoscută, de asemenea, sub numele de portocală mandarină, este fructul arborelui sau al arbustului mandarin.
Printre cele mai obișnuite tipuri de mandarine sunt Citrus reticulata, Citrice unshiu, Citrice reshni și diferiți hibrizi ai acestora. Clementinele și tangerinele sunt, de asemenea, comercializate ca „mandarine”.

## Aspect și structură
Mandarinele sunt mici (au un diametru de la 4 la 8 cm). Culoarea lor este portocalie, galben-portocalie sau roșie-portocalie. Forma lor este rotundă sau aplatizată (turtită la poli).
Coaja este subțire și se desprinde ușor. Ușurința decojirii reprezintă un avantaj important al mandarinelor în comparație cu celelalte fructe citrice, care toate sunt mai greu de decojit.
La fel ca și cu alte fructe citrice, endocarpul (țesutul interior) este împărțit în segmente, care sunt formate la rândul lor dintr-un număr mare de celule alungite.
Fructele pot fi fără sâmburi sau pot conține un număr mic de sâmburi.

## Valoarea nutritivă
Mandarinele sunt dulci la gust. Ele pot fi consumate întregi sau stoarse sub formă de suc. De asemenea, ele pot fi uscate.
Fructele conțin o cantitate mare de zahăr (până la 10,5%), vitaminele C, B1, B2, provitamina A, acizi organici liberi, fitoncid, lectină și săruri minerale.
Vitamina C din mandarine este perfect conservată pentru păstrarea pe termen lung. Din moment ce mandarinele se coc în perioada septembrie–decembrie, ele pot fi o sursă de vitamine în timpul iernii pentru oamenii care trăiesc în emisfera nordică.

## Cultivare
Randamentul arborelui mandarin este mare, de până la 5-6 mii de fructe pe un pom într-un an favorabil.
Mandarinele sunt cele mai cultivate fructe citrice în China, Asia tropicală, India, Coreea de Sud, Japonia, zona mediteraneană și în statul american Florida. O specie japoneză robustă de mandarină numită unshiu este cultivată în statul caucazian Georgia, care este un exportator major de mandarine în Ucraina, Rusia, Belarus, Kazahstan, Kârgâzstan, Armenia și Azerbaidjan, deși se mai cultivă, de asemenea, în Rusia pe coasta caucaziană a Mării Negre și în regiunea Krasnodar.